# 梁田蛻巖
梁田 蛻巖（やなだ ぜいがん、寛文12年1月24日（1672年2月22日） - 宝暦7年7月17日（1757年8月31日））は、江戸時代中期の漢詩人。名は邦美、字は景鸞、通称は才右衛門、蛻巖と号す。

## 生涯
旗本の家臣の家柄に生まれ、江戸で育つ。11歳で幕府の儒官であった人見竹洞に入門し、新井白石や室鳩巣などと交流する。元禄6年（1693年）に加賀藩に儒者として仕えるがまもなく辞して、美濃の加納藩や播磨の明石藩に出仕した。晩年までには漢詩の大家として敬仰されるようになった。門下に江村北海・稲垣白嵓などがいる。明石で没する。享年86。墓は兵庫県明石市日富美町の本立寺にある。

## 漢詩
江村北海は、蛻巖の詩の中でも「徐文長の詠雪に和す」を「尖新にして精巧」と賞賛している。蛻巖はたびたび詩風を変え、成唐の詩人たちや袁中郎、鍾惺、譚元春などの影響を受ける。「天縦の才あり而して力を極めて鍛錬」し、晩年にいたるまで思いを字句に潜め続けた。浅野長祚が『寒檠璅綴』の中で、好学の士のための必読書として『蛻巖集』を挙げている。中根香亭は、新井白石・室鳩巣・三宅観瀾の詩と蛻巖の詩を比較し、「蛻巖は一生不遇で他の三人が栄達したのに遠く及ばないが、その風流高逸の境地は三人の夢想だにできないところである」と評している。

## 著作
- 梁田象水編『蛻巖集』4巻（寛保2年（1742年））
- 『蛻巖先生答問書』3巻
- 梁田忠山編『梁田蛻巖全集』

### 訳注
- 徳田武訳注『江戸詩人選集 第二巻　梁田蛻巌、秋山玉山』岩波書店、1992年、再版2002年